# Jean de Maletti
Jean de Maletti (Sant Maissimin, Provença, fou un compositor francès de l'últim terç del segle xvi.
Deixà diverses cançons, entre elles les titulades Les amours de Rousard, mis em musique à quatre parties (París, Adrian Le Roy, 1558), i Veu la douleur (Prís, 1578).